# Biserica Sant'Ignazio din Roma
Sant'Ignazio din Roma (în italiană Chiesa di Sant'Ignazio) este un monument istoric și de arhitectură, principala biserică a iezuiților din Roma, alături de Il Gesù. Edificiul, ridicat în anul 1626 după planurile arhitectului și matematicianului Orazio Grassi, se găsește la o distanță de 250 de metri de Panteonul din Roma. Biserica formează corp comun cu Palazzo del Collegio Romano, primul sediu al Universității Pontificale Gregoriene.
În această biserică se află mormântul papei Grigore al XV-lea, cel care l-a declarat pe Ignațiu de Loyola ca sfânt.
Fresca tavanului bisericii a fost realizată de pictorul și arhitectul Andrea Pozzo.